# Brot psicòtic
Un brot psicòtic es defineix com un episodi, generalment el primer, en què una persona pateix psicosi, i, per tant, es troba amb una incapacitat momentània per tal de diferenciar què és real del que no ho és. Pot provocar efectes adversos i greus.
Pot ser provocat per diverses causes, però les més freqüents són una font d'estrés potent i constant en el temps i el consum d'alguna droga, principalment totes les que tenen un principi actiu de tipus al·lucinogen.
Pot tenir moltes causes orgàniques o psíquiques, com intoxicacions o malalties mentals. En aquests casos sol ser convenient un ingrés hospitalari en una unitat de psiquiatria, on s'ha de tractar amb fàrmacs antipsicòtics, també anomenats neurolèptics. Hi ha una gran varietat de fàrmacs d'aquest tipus amb diferent perfil per a respondre a la simptomatologia particular de cada brot, per la qual cosa el tractament és personalitzat per a cada pacient segons les seues característiques personals i els símptomes específics que hi tinguen lloc, cercant-ne el més efectiu per a cada persona. Els brots psicòtics també poden arribar a produir-se en pacients amb determinats trastorns de la personalitat, com ara el trastorn límit de la personalitat.
Abans que la persona patisca un brot psicòtic s'hi pot observar un patró de conducta generalment caracteritzat per: un comportament desorganitzat, inusual o sense sentit aparent; unes idees estranyes (tot i que és difícil que es compartisquen, a vegades ho fan), una elevada suspicàcia (la persona sol preguntar per què es fan les coses o directament interpreta que es fa per a perjudicar-la, per la qual cosa respon de manera brusca o fins i tot agressiva; una manca d'interès en l'aparença, manera de vestir, hàbits d'higiene, etc.; aïllament social i absentisme laboral o escolar.
Uns dies després de mostrar aquests comportaments, la persona acaba patint una al·lucinació o un deliri, amb la consegüent descompensació. És molt freqüent que s'haja d'hospitalitzar la persona d'urgències per poder-la ajudar.
És molt important que qui ha necessitat d'hospitalització consulte, a posteriori, amb un psicòleg especialista que li puga assessorar i explicar en profunditat què és el que li ha passat, així com les possibles causes del brot psicòtic que ha patit i els riscos que pot patir en el futur, què és un brot i què és l'esquizofrènia i quin és el tractament de l'esquizofrènia o d'un brot. És a dir, que puga rebre resposta a totes les preguntes que inevitablement se li formulen. Sovint, els pacients ixen de l'hospital amb una pauta farmacològica que no entenen i, de la mateixa manera, sense acabar de comprendre per què va ser necessària la seua hospitalització.
Els brots psicòtics poden aparèixer en major o menor mesura durant tota la vida, però un brot es diagnostica quan tots els símptomes siguen més intensos d'allò habitual, succeïsquen amb més freqüència, tinguen una intensitat rellevant i interferisquen en la vida diària de la persona afectada.
Durant un brot psicòtic la realitat percebuda per la persona afectada es veu alterada de mode que no es pot comportar normalment amb el seu entorn. No és infreqüent que, durant un brot psicòtic, el metge, la família o el mateix pacient (o tots junts) decidisca que la millor cura per a la persona es duga a terme internat en règim hospitalari i que siga tractada mèdicament dins l'hospital fins que se li alleugere tota la simptomatologia.
El brot pot durar dies, setmanes o mesos, però, amb el tractament mèdic apropiat, el més normal és que la persona s'estabilitze i torne a la vida diària. Si els símptomes i els brots persisteixen, llavors la vida de la persona es pot veure molt afectada, poc o gens segons el tipus de vida que duga i del desenvolupament de la malaltia.

## Diferència amb l'esquizofrènia
És molt important distingir un brot psicòtic i de l'esquizofrènia, atès que en moltes ocasions es pot confondre l'un amb l'altra o utilitzar-los com a sinònims, ja que els símptomes de l'esquizofrènia i del brot psicòtic són semblants. L'esquizofrènia és una forma de psicosi de llarga durada, mentre que un brot psicòtic és una manifestació abrupta del que es podria considerar la simptomatologia positiva de l'esquizofrènia durant un breu període.
Un brot psicòtic no és sinònim d'esquizofrènia. Hi ha brots aïllats que no tornen a aparèixer i també hi ha brots que s'associen a altres malalties mentals, com el trastorn bipolar. El que tots els brots tenen en comú és que, degut a desequilibris en substàncies neuroquímiques en el cervell, la persona que els pateix perd el sentit de la realitat. D'altra banda, el símptomes d'un brot psicòtic poden ser iguals que els de l'esquizofrènia. En la pràctica clínica és comú esperar que una persona patisca més d'un brot abans de considerar el diagnòstic d'una de les malalties psicòtiques.